# John Hollingworth
John Hollingworth (* 21. August 1981 in Keighley, West Yorkshire) ist ein britischer Schauspieler.

## Leben und Laufbahn
John Hollingworth studierte ursprünglich an der Bradford Grammar School in Bradford sowie am Trinity College in Dublin. Während seiner Zeit in Bradford bewies er sich als äußerst fähiger Rugby-Spieler und spielte zeitweise zusammen in einem Team mit Charlie Hodgson, der später bei den British and Irish Lions Karriere machte. Aufgrund gesundheitlicher Probleme musste Hollingworth den Traum von einer professionellen Rugby-Laufbahn jedoch aufgeben und wandte sich zunehmend der Schauspielerei zu. Seine Ausbildung absolvierte er an der Royal Academy of Dramatic Arts in London.
Nach dem Abschluss an der RADA, begann Hollingworth seine Arbeit beim Radio und hatte zeitweise feste Sprecherrollen bei BBC Radio 4. Als Theaterschauspieler sah man ihn im Laufe der Zeit in verschiedensten Stücken auf diversen englischen Theaterbühnen in London, West Yorkshire, Plymouth und Southampton.
Ab 2009 konnte Hollingworth sich außerdem immer mehr als Fernseh- und Filmdarsteller etablieren und spielte im Zeitraum von 2010 bis 2020 sowohl in britischen als auch in internationalen Co-Produktionen diverse Rollen. So hatte er wiederkehrende Rollen in Fernsehserien wie The Hour, Da Vinci’s Demons und Doc Martin. Eine länger andauernde Rolle spielte Hollingworth von 2015 bis 2019 in der Dramaserie Poldark.
In großen Filmproduktionen wie Das Bildnis des Dorian Gray (2010), The Dark Knight Rises (2017) und Legend of Tarzan (2016) absolvierte Hollingworth bis Ende der 2010er Jahre ausschließlich (oftmals namenlose) Mini-Parts oder kleinere Nebenrollen. Mit der Rolle des französischen Marschalls Ney in Ridley Scotts Historienepos Napoleon, konnte Hollingworth 2023 erstmals eine größere Filmrolle übernehmen.

## Filmografie (Auswahl)
- 2009: Being Human (Fernsehserie, 1 Folge)
- 2010: Das Bildnis des Dorian Gray (Dorian Gray)
- 2011: Largo Winch II – Die Burma-Verschwörung (Largo Winch II)
- 2012: The Dark Knight Rises
- 2012: The Hour (Fernsehserie, 3 Folgen)
- 2013–2021: Der junge Inspektor Morse (Endeavour, Fernsehserie, 2 Folgen)
- 2014: Da Vinci’s Demons (Fernsehserie, 4 Folgen)
- 2014: Crossing Lines (Fernsehserie, 1 Folge)
- 2015: Arthur & George (Miniserie, 3 Folgen)
- 2015–2017: Poldark (Fernsehserie, 20 Folgen)
- 2016: Legend of Tarzan (The Legend of Tarzan)
- 2016: Inspector Barnaby (Midsomer Murders, Fernsehserie, 1 Folge)
- 2017: Transformers: The Last Knight
- 2017–2019: Doc Martin (Fernsehserie, 5 Folgen)
- 2019: 1917
- 2019–2022: Gentleman Jack (Fernsehserie, 4 Folgen)
- 2019: The Crown
- 2020: Das Damengambit (The Queen’s Gambit, Fernsehserie, 1 Folge)
- 2020: Call the Midwife – Ruf des Lebens (Call the Midwife, Fernsehserie, 1 Folge)
- 2023: Napoleon
- 2024: Unschuldig – Mr. Bates gegen die Post (Mr Bates vs the Post Office, Miniserie)